# Antonio Galli (poeta)
Antonio Galli (Urbino, 1510 – Urbino, 12 febbraio 1561) è stato un poeta italiano.

## Biografia
Antonio Galli nacque ad Urbino all'incirca nel 1510 in una nobile e ricca famiglia locale, figlio di Girolamo Galli e della baronessa Leonora Capuana. La famiglia del Galli era sempre stata vicina ai duchi di Urbino, specie a Federico Da Montafeltro, a cui erano stati vicini il bisnonno Angelo e  il nonno Federico, anche loro poeti.
Galli passò parte della sua vita alla corte di Guidobaldo II della Rovere e sposò Caterina Di Antonio Stati, cugina del conte Antonio, dalla quale ebbe molti figli. 
Ricoprì anche l'incarico di ambasciatore dei Della Rovere conoscendo i papi Giulio III e Paolo III. Fu inoltre amico intimo di Bernardo Tasso e precettore del figlio Torquato, corresse e introdusse L'Amadigi di Bernardo Tasso, e fu anche amico di Annibal Caro.
Morì ad Urbino il 12 febbraio 1561, a 51 anni. Fu sepolto nel convento di San Francesco di Urbino.

## Opere
Galli viene ricordato principalmente per il suo Canzoniere, che contiene una trentina di sonetti, tra cui Hor s'erga l'Appennino infin 'al cielo e Né marmi, né metalli, né colori.